# Somain Communal Cemetery
Somain Communal Cemetery is een Britse militaire begraafplaats gelegen in de Franse plaats Somain (Noorderdepartement). De begraafplaats wordt onderhouden door de Commonwealth War Graves Commission.
De begraafplaats telt een Brits graf uit de Eerste Wereldoorlog.